# Kurt Cobain: About a Son
Kurt Cobain: About a Son è un film documentario su Kurt Cobain, frontman del gruppo musicale Grunge Nirvana, che ha debuttato nel 2006 al Toronto International Film Festival.

## Trama
Diretto da A.J. Schnack e prodotto da Sidetrack Films, tutto il documentario è incentrato sull'audio delle interviste a Kurt Cobain da parte di Michael Azerrad effettuate tra il dicembre '92 e il marzo '93, finalizzate alla realizzazione del libro Come as You Are: The Story of Nirvana (Libro poi pubblicato nel 1993, precedentemente cioè alla morte di Cobain, focalizzato sui Nirvana quale band importante e attiva del momento).
I filmati, le immagini e le musiche del film costituiscono sottofondo visivo e intermezzo musicale all'ascolto dei dialoghi registrati tra Azerrad e Cobain in vista del libro, immagini e musiche ispirati infatti al contenuto delle conversazioni, con Cobain in veste di voce narrante che parla dei luoghi e delle esperienze in cui ha passato le diverse fasi della sua vita - fino al fondare ed essere parte dei Nirvana, della sua vita al momento, e ipotesi per il futuro.
Curiosamente nessuna musica dei Nirvana viene fatta ascoltare durante il film, con le sole citazioni indirette di alcune cover da loro effettuate, ma eseguite dagli interpreti originali; anche la stessa presenza visiva di Cobain - e persone della sua vita - è molto rara, relegata sostanzialmente ad alcune foto in chiusura del film.

## Distribuzione
Il DVD, che è stato rilasciato da Shout Factory, include interviste bonus e commenti di Michael Azerrad e AJ Schnack. Successivamente è stata distribuita anche una versione Blu-ray. I supporti in commercio - DVD e Blu-ray - sono esclusivamente in lingua originale (Inglese), e privi di sottotitoli in Italiano, una cui versione non ufficiale (amatoriale) può tuttavia essere reperita in internet per un montaggio ad hoc.

## Colonna sonora
Kurt Cobain About a Son - Soundtracks (2006):
1. "Overture" - Steve Fisk & Benjamin Gibbard
2. "Motorcycle Song" - Arlo Guthrie
3. "It's Late" - Queen
4. "Downed" - Cheap Trick
5. "Eye Flys" - Melvins
6. Audio: Punk Rock
7. "My Family's a Little Weird" - MDC
8. "Banned in D.C." - Bad Brains
9. "Up Around the Bend" - Creedence Clearwater Revival
10. "Kerosene" - Big Black
11. "Put Some Sugar on It" - Half Japanese
12. "Include Me Out" - Young Marble Giants
13. "Round Two" - Pasties
14. "Son of a Gun" - The Vaselines
15. "Graveyard" - Butthole Surfers
16. Audio: Hardcore Was Dead
17. "Owner's Lament" - Scratch Acid
18. "Touch Me I'm Sick" - Mudhoney
19. Audio: Car Radio
20. "The Passenger" - Iggy Pop
21. "Star Sign" - Teenage Fanclub
22. "The Bourgeois Blues" - Lead Belly
23. "New Orleans Instrumental No. 1" - R.E.M.
24. Audio: The Limelight
25. "The Man Who Sold the World" - David Bowie
26. "Rock and Roll" - Bother Nich
27. "Museum" - Mark Lanegan
28. "Indian Summer" - Ben Gibbard